# Guerra de facções na Grande Florianópolis
No dias 18 e 19 de outubro de 2024 ocorreu um conflito entre facções criminosas causou incêndios e bloqueou ao menos 17 pontos de vias públicas na Grande Florianópolis, em Santa Catarina. O governo do estado acredita se tratar de uma disputa por território desencadeada.

## Origem do confronto

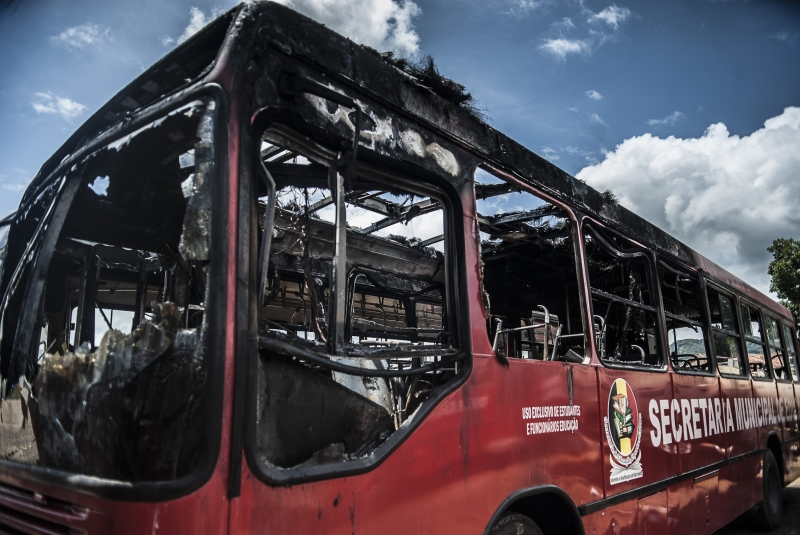
Ônibus queimado em Ilhota, ataque feito pelo PGC anos antes do conflito.

A situação teve início entre a noite da quinta-feira do dia 17 de outubro de 2024 e a madrugada da sexta-feira do dia 18 de outubro de 2024, quando uma facção criminosa teria tentado invadir a Comunidade do Papaquara, localizada no Norte da Ilha. O caso foi comunicado à Polícia Militar, com denúncias relatando a presença de vários homens fortemente armados, que efetuaram disparos na região. Quando as guarnições chegaram à Rua Francisco Faustino Martins, no bairro Vargem Grande, os suspeitos já não estavam mais no local, tendo incendiado os veículos de fuga próximo ao Morro do Mosquito, abandonando objetos utilizados no crime. Outras viaturas conseguiram interceptar os automóveis que davam suporte à fuga dos criminosos. Nesse momento, a Polícia Militar informou que sete pessoas foram presas e que um dos criminosos teria sido morto em confronto. Ainda segundo a polícia, um homem teve seu carro roubado pelo grupo nas proximidades do Morro do Mosquito, e um dos criminosos foi alvejado por dois disparos. A situação só foi revelada quando a vítima deu entrada na UPA do Norte da Ilha. No veículo dos criminosos presos, foram encontrados uma pequena quantidade de drogas, dois rádios comunicadores e munições.

## Estopim

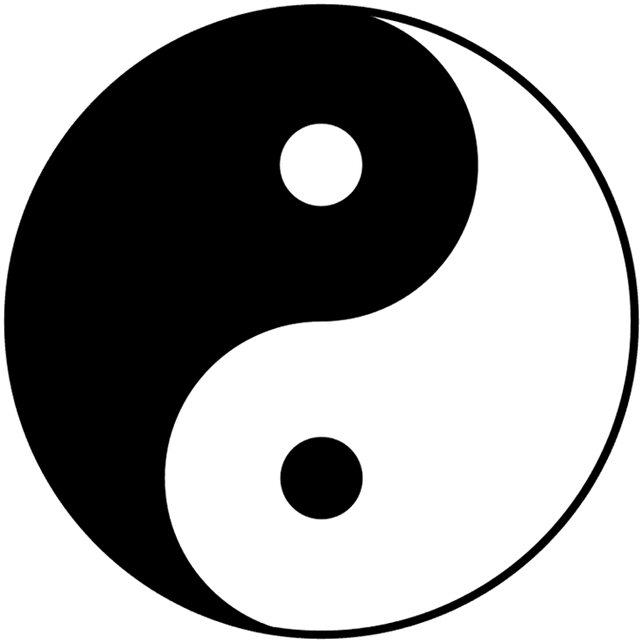
O yin-yang era usado como símbolo do PCC

O estopim para esses ataques foi uma operação policial em Papaquara, bairro da capital catarinense, que resultou na morte de um homem e em prisões ligadas à disputa territorial entre as facções PGC e PCC. O PGC (Primeiro Grupo Catarinense) é uma organização criminosa fundada dentro do sistema penitenciário de Santa Catarina. Ele surgiu como uma reação local ao avanço do PCC, que buscava expandir sua influência para o estado. A facção catarinense conseguiu se consolidar em pouco tempo e, hoje, é uma das principais potências criminosas do sul do Brasil.
De acordo com o chefe do Executivo de Santa Catarina, as autoridades de segurança já fizeram ao menos 12 prisões e um homem foi morto em confronto.